# Sándor Mózes
Sándor Mózes (Nagykede (Udvarhely megye), 1839. június 27. – 1916 után) tanfelügyelő és királyi tanácsos.

## Élete
1847-ben a székelykeresztúri unitárius gimnáziumba lépett és 1856-ban a kolozsvári főgimnáziumba ment át, ahol 1859-ben érettségi vizsgát tett. 1859-től 1861-ig teológiát hallgatott. 1891 őszén Göttingenbe ment és az első félévet ott töltötte az egyetemen, filozófiai és teológiai tudományokat hallgatva. 1862 tavaszán két hónapot Londonban töltött, ahonnét a második félévre Heidelbergbe ment, ahol számtani és teológiai tanulmányokkal foglalkozott. 1862 őszén az E. Főtanács a keresztúri gimnáziumhoz nevezte ki a német nyelv és mennyiségtan tanárának ideiglenes minőségben. 1863 őszén véglegesíttetvén, ott szolgált 1869. június végéig, honnét az akkori «Csik-, Udvarhely-, Háromszék tankerület» másodtanfelügyelőjévé neveztetett ki és ezen minőségben szolgált 1876. július 26-ig. Ekkor Udvarhely megye tanfelügyelője lett. A keresztúri gimnázium építésénél 1867-től 1869-ig az egyik főmozgató, fáradozó volt, valamint a Jakab Elek-féle könyvtár megvásárlásánál is 1876-ban. 1882-ben királyi tanácsosi címet nyert.
Channing művei fordításában ő is részt vett és angolból ford. A halhatatlanság (Channing Ellery Vilmos válogatott művei, Kolozsvár, 1870-74. 152-167. l.) és A vasárnapi iskola (Kolozsvár, 163-187. l.) c. részeket.